# 伊藤両村
伊藤 両村（いとう りょうそん、寛政8年3月15日（1796年4月22日） - 安政6年7月15日（1859年8月13日））は、江戸時代後期から幕末期の儒学者・庄屋。
通称は民之輔、諱（いみな）は逸彦。子孫に旧農林省開拓局長伊藤佐がいる。

## 経歴

### 青年時代
寛政8年（1796年）、尾張国愛知郡沓掛村中島（現・愛知県豊明市）の庄屋の家に生まれた。父は池田平左衛門久永であり、両村は次男だった。15歳から鳴尾村の永井星渚（せいしょ）のもとで学問を学び、文化15年（1818年）からは江戸の昌平黌に学んだ。

### 庄屋として
やがて帰郷して儒学の私塾を開いたが、兄が庄屋を継ぐことができなかったため、文政12年（1829年）には次男である両村が庄屋を継いだ。沓掛村中島は水源の勅使池から遠く、水不足に悩まされることもあった。飢饉の際には村人に米や麦を提供し、はげ山同然だった二村山に植樹も行っている。これらの功績によって、天保2年（1831年）には尾張藩から苗字を、天保9年（1838年）には帯刀を許され、伊藤の姓を名乗るようになった。

### 両村塾
天保元年（1830年）頃には儒学の私塾である両村塾を開き、また漢詩の修練のために両村吟社を起こした。弘化2年（1845年）、7代刈谷藩主の土井利祐によって刈谷城に招かれ、土井利祐と8代土井利善に対して約15年に渡って教授を行った。扶持（給与）を辞退した上に徒歩で刈谷城に通ったとされる。
両村塾からは天誅組総裁の松本奎堂、尾張藩家老の田宮如雲、国学者・刈谷藩御典医の村上忠順、村上忠順の娘婿で松本奎堂に資金援助した深見篤慶、境川の改修や勅使池嵩上げ工事を私財を投じて実現した中島金右衛門義信、中野清風、宍戸弥四郎、伊藤三弥、倉田珪太郎、富田九郎、浜田篤蔵、中野信次郎、などを輩出した。

### 死去
安政6年（1859年）7月15日、63歳で死去した。墓所は禅源寺。

### 顕彰
2020年（令和2年）12月から2021年（令和3年）1月には豊明市立唐竹小学校内の豊明市歴史民俗資料室で令和2年度企画展「伊藤両村」が開催された。2022年（令和4年）5月6日に豊明市共生交流プラザ カラットに移転開館した豊明市歴史民俗資料室の常設展示室には伊藤両村に関するコーナーがある。

## 史跡
- 伊藤両村塾址 - 愛知県豊明市新田町大割[5]。
- 伊藤両村先生之碑 - 生前の嘉永6年（1853年）に両村塾の門人らによって建立された。1977年（昭和52年）4月1日、豊明市指定文化財に指定された[6]。愛知県豊明市沓掛町皿池上19 二村山[5]。
- 「伊藤両村先生画像」 - 両村が死去した安政6年（1859年）に溝口月耕によって描かれた絵。1977年（昭和52年）4月1日、豊明市指定文化財に指定された[6]。愛知県豊明市新田町村合68 禅源寺。